# Equécrates
Equécrates ( grego : Ἐχεκράτης ) foi, de acordo com Platão, um filósofo pitagórico da Grécia. É a personagem a quem Fédon conta a morte de Sócrates. Trata-se de um dos últimos pitagóricos.
Ele aparece no Fédon de Platão como uma ajuda para a trama. Ele conhece Fédon, o homônimo do diálogo, algum tempo depois da execução de Sócrates, e pede a Fédon que lhe conte a história das últimas horas do famoso filósofo. A apresentação da história por Fédon compreende a maior parte do restante do diálogo, embora Equécrates interrompa às vezes para fazer perguntas relevantes para a discussão recontada.
Pouco se sabe sobre Equécrates além do que Platão revela, visto que ele é mencionado em muito poucas obras. Seu status como um pitagórico, também mencionado por Diógenes Laércio, e sua preocupação geral e respeito por Sócrates são tudo o que pode ser discernido de suas crenças filosóficas.

Um Equécrates é mencionado por Aristóxenes como um aluno de Filolau e Eurito. (p. 166)